# Renskinnskölen
Renskinnskölen är ett naturreservat i Bodens kommun i Norrbottens län.
Området är naturskyddat sedan 2004 och är 1,1 kvadratkilometer stort. Reservatet omfattar de högre delarna av berget med detta namn där det också finns en mindre myr. Reservatet består av gammal barrskog med inslag av lövträd,  